# Giaglione
Giaglione (arpità Dzalioun, piemontès Giajon) és un municipi italià, situat a la ciutat metropolitana de Torí, a la regió del Piemont. L'any 2007 tenia 692 habitants. Està situat a la Vall de Susa, una de les Valls arpitanes del Piemont. Forma part de la Comunitat Muntanyenca Alta Vall de Susa. Limita amb els municipis de Bramans (Savoia), Chiomonte, Exilles, Gravere, Mompantero, Susa i Venaus

## Administració
| Període | Identitat    | Partit        |
| ------- | ------------ | ------------- |
| 2004-   | Milena Plano | Llista cívica |